# 우스만 다보
엘 하지 우스만 다보(프랑스어: El Hadji Ousmane Dabo, 1977년 2월 8일, 페이 드 라 루아르 지방 라발 ~)는 프랑스의 전직 프로 축구 선수로, 현역 시절 미드필더로 활약했다.
다보는 렌, 인테르나치오날레, 비첸차, 파르마, 모나코, 아탈란타, 라치오, 맨체스터 시티, 그리고 뉴잉글랜드 레벌루션에서 활약했다. 그는 프랑스 국가대표팀 1군 경기에 3번 뛰기도 했다.

## 유년 시절
다보는 마옌 주 라발 출신이다. 그의 부친 무사 다보는 세네갈 국가대표팀과 라발루아에서 활약한 선수였다.

## 클럽 경력

### 초기 경력
다보는 렌에서 축구를 시작했는데, 1998년에 동료 미카엘 실베스트르와 동시에 인테르나치오날레로 이적했다. 다보는 인테르나치오날레에서 주전 지위를 차지하지 못했고, 몇 달 후 비첸차로 임대되어 13번의 세리에 A 경기에 출전했다. 다보는 이듬해 아리고 사키 감독의 파르마로 이적해 16번의 경기에 출전했다. 2000년 6월, 인테르나치오날레는 실베스트르와 다보를 3M ITL에 영입해 30M ITL에 매각했다고 발표했다. 2000년 6월, 그는 다시 이적을 감행했는데, 사브리 라무시와 교환되어 모나코에 입단했다. 6개월 후, 그는 비첸차에 임대로 복귀했고, 시즌이 끝나고 아탈란타로 완전 이적했다.  다보는 베르가모 연고 구단에서 주전 지위를 확보해 2003년에 프랑스 국가대표팀에 차출되어 컨페더레이션스컵에 참가했는데, 다보는 "뜬금포"였다고 소감을 밝혔다.

### 라치오
2003년 여름, 다보는 아탈란타 동료 루차노 차우리와 함께 라치오로 이적했는데, 처음에는 공동소유 계약을 맺었지만, 이적료가 €3.225M, €5.65M으로 올랐고, 2004년 6월에 라치오가 두 선수의 나머지 지분을 매입해 이적을 완료했다. 다보는 라치오의 주축 미드필더로 입지를 다졌는데, 체계적인 경기 방식을 바탕으로 총 79번의 경기에 출전했다.

### 맨체스터 시티
2006년에 다수 프리미어리그 구단의 관심을 모은 다보는 보스만 이적으로 맨체스터 시티와 3년 계약을 맺고 이적했다. 다보는 맨체스터 시 경기장에서 열린 맨체스터 시티와 라치오 간 친선경기에서 깊은 인상을 받아 맨체스터 시티로 이적했다고 밝혔다. 그의 첫 경기는 0-3으로 패한 첼시와의 프리미어리그 개막전 경기였다. 다보는 레딩과의 3번째 경기에서 스티브 시드웰과 공중 경합하다 퇴장을 당했고, 3경기 출장 정지 징계를 받았다. 그러나, 훈련에서 무릎 인대 부상을 당하면서 보다 오랜 기간 현장에서 물러나야 했고, 12월 중순이 되어서야 경기장을 다시 밟았다. 그는 이후 13번의 경기에 연속 출전했다가 다시 부상을 당했다. 다시 몸상태를 회복한 후, 그는 선수단에서 입지를 다지는 데 고난을 겪었고, 2006-07 시즌에 1번 더 출전하는데 그쳤다.
조이 바턴과 충돌
2007년 5월 1일, 다보는 맨체스터 시티 훈련장에서 동료 조이 바턴과 충돌했다. 다보는 바턴이 자신을 몇 차례 폭행했고, 머리 부상으로 병원으로 가야 했었으며, 망막이 떨어져 나간 것이 의심된다는 소견이 있었다. 다보는 바턴을 경찰에 고발을 요청했고, 그 결과 2007년 5월 16일, 바턴은 체포되어 맨체스터 광역경찰청에서 심문을 받았다. 바턴은 자신의 폭행에 선처를 요구했다. 바턴은 이후 2011년 4월 8일에 다보가 먼저 시비를 겪었고, 그의 증언은 자신을 변호하기 위한 변명에 불과하다고 주장했다. 바턴이 2012년 9월 1일에 마르세유와 1년 임대 계약을 맺은 후, 다보는 잉글랜드인의 론 연고 구단 이적에 의문을 제기했고, 바닥에 나뒹군 전 동료를 상습적으로 폭행한 겁쟁이라고 비난했다.

### 라치오 복귀
그는 대니 밀스와 폴 디코브와 함께 스벤-예란 에릭손 감독의 이적 대상 명단에 이름을 올렸다. 밀스와 디코프는 모두 임대로 떠났지만, 다보는 잔류했다. 2007년 8월 29일에 리그컵 경기에 출전한 그는 2008년 1월 30일에 라치오와 €263,000에 계약하며 복귀했다. 그는 2010년 6월 30일까지 유효한 계약을 맺었다. 2009년 5월 13일, 그는 삼프도리아와의 2009년 코파 이탈리아 결승전에서 1-1로 비긴 후 승부차기 주자로 나와 골망을 흔들며 6-5로 이겨 대회 정상에 올랐다.

### 뉴잉글랜드 레벌루션
몇 달 동안 소속 구단이 없었던 다보는 메이저 리그 사커의 뉴잉글랜드 레벌루션과 2011년 2월 8일에 계약했다. 2011년 5월 7일, 그는 콜로라도 래피즈와의 경기에서 메이저 리그 사커 첫 경기를 치렀다.
다보는 2011년 7월 18일에 2011년 시즌동안 부상으로 허덕이다가 은퇴했다.

## 경력 통계
| 구단                | 시즌      | 리그             | 리그 | 리그 | 컵   | 컵 | 대륙 | 대륙 | 합계 | 합계 |
| 구단                | 시즌      | 리그명           | 출장 | 골   | 출장 | 골 | 출장 | 골   | 출장 | 골   |
| ------------------- | --------- | ---------------- | ---- | ---- | ---- | -- | ---- | ---- | ---- | ---- |
| 렌                  | 1995–96   | 디비시옹 1       | 5    | 0    | 2    | 0  | –    | –    | 7    | 0    |
| 렌                  | 1996–97   | 디비시옹 1       | 24   | 1    | –    | –  | 2    | 0    | 26   | 1    |
| 렌                  | 1997–98   | 디비시옹 1       | 12   | 1    | 1    | 0  | –    | –    | 13   | 1    |
| 렌                  | 합계      | 합계             | 41   | 2    | 3    | 0  | 2    | 0    | 46   | 2    |
| 인테르나치오날레    | 1998–99   | 세리에 A         | 5    | 0    | 3    | 0  | –    | –    | 8    | 0    |
| 인테르나치오날레    | 1999–00   | 세리에 A         | 8    | 0    | 2    | 0  | –    | –    | 10   | 0    |
| 인테르나치오날레    | 합계      | 합계             | 13   | 0    | 5    | 0  | 0    | 0    | 18   | 0    |
| 비첸차 (임대)       | 1998–99   | 세리에 A         | 13   | 0    | –    | –  | –    | –    | 13   | 0    |
| 파르마              | 1999–00   | 세리에 A         | 17   | 0    | –    | –  | 1    | 0    | 18   | 0    |
| 모나코              | 2000–01   | 디비시옹 1       | 16   | 0    | 2    | 1  | 4    | 0    | 22   | 1    |
| 비첸차 (임대)       | 2000–01   | 세리에 A         | 17   | 1    | –    | –  | –    | –    | 17   | 1    |
| 아탈란타            | 2001–02   | 세리에 A         | 21   | 0    | 3    | 0  | –    | –    | 24   | 0    |
| 아탈란타            | 2002–03   | 세리에 A         | 31   | 4    | 1    | 0  | –    | –    | 32   | 4    |
| 아탈란타            | 합계      | 합계             | 52   | 4    | 4    | 0  | 0    | 0    | 56   | 4    |
| 라치오              | 2003–04   | 세리에 A         | 19   | 0    | 3    | 0  | 1    | 0    | 23   | 0    |
| 라치오              | 2004–05   | 세리에 A         | 29   | 1    | 2    | 0  | 6    | 0    | 37   | 1    |
| 라치오              | 2005–06   | 세리에 A         | 31   | 2    | 4    | 0  | –    | –    | 35   | 2    |
| 라치오              | 합계      | 합계             | 79   | 3    | 11   | 0  | 7    | 0    | 97   | 3    |
| 맨체스터 시티       | 2006–07   | 프리미어리그     | 13   | 0    | 5    | 0  | –    | –    | 18   | 0    |
| 라치오              | 2007–08   | 세리에 A         | 13   | 0    | 2    | 0  | –    | –    | 15   | 0    |
| 라치오              | 2008–09   | 세리에 A         | 21   | 1    | 5    | 0  | –    | –    | 26   | 1    |
| 라치오              | 2009–10   | 세리에 A         | 12   | 0    | 2    | 0  | 4    | 0    | 18   | 0    |
| 라치오              | 합계      | 합계             | 46   | 1    | 9    | 0  | 4    | 0    | 59   | 1    |
| 뉴잉글랜드 레벌루션 | 2011      | 메이저 리그 사커 | 3    | 0    | –    | –  | –    | –    | 3    | 0    |
| 경력 합계           | 경력 합계 | 경력 합계        | 310  | 11   | 39   | 1  | 18   | 0    | 367  | 12   |

1. ↑  쿠프 드 프랑스, 쿠프 드 라 리그, 코파 이탈리아, FA컵, EFL컵, 및 수페르코파 이탈리아나 출장 경기 포함.
2. ↑  챔피언스리그, UEFA컵, 및 인터토토컵 출장 경기 포함.

## 수상
라치오
- 코파 이탈리아: 2003–04, 2008–09
- 수페르코파 이탈리아나: 2009

프랑스
- 컨페더레이션스컵: 2003